# Чуков, Владимир Семёнович
Владимир Семёнович Чу́ков ·     Родился 27 июля 1946 года в г. Уссурийск  Приморского Края. Отец Чуков Семен Иванович, полковник СА. Мать Чукова Вера Фёдоровна, служащая.

## Биография
·     1964 г. - окончил среднюю школу и ДЮСШ «Юность» по волейболу, мастер спорта СССР по волейболу, кандидат в Олимпийскую сборную СССР по волейболу (Токио-1964);
·     1964 - 1969 гг. - учеба в Военной Академии бронетанковых войск имени Маршала Советского Союза Р.Я.Малиновского в г. Москве. Служба в рядах ВС СА и РФ: Кантемировская дивизия; ГСВГ; ЦИВТИ ГРУ МО, научно-исследовательская работа; Технический Комитет Объединённых ВС Варшавского Договора, Начальник  Управления военно-технической информации.
·     В 1993 г. завершил службу в рядах ВС России в воинском звании полковник. Имеет 18 правительственных наград.
Женат, имеет двоих детей и четырех внуков.
·     В 1990 году – первый Вице-президент Ассоциации путешественников (Президент Ю.А.Сенкевич)
·     С 1991 года – профессионально занимается экспедиционной деятельностью и путешествиями;
·     С 1996 года – Президент Регионального общественного Фонда поддержки экспедиционной деятельности “АРКТИКА” (Экспедиционный центр «Арктика»). Ранее, с 1982 г., – «Общественная высокоширотная постоянно действующая арктическая экспедиция Географического общества Академии Наук СССР «Арктика». По решению Президиума МФ ГО АН СССР от 24.05 1988 г. – Экспедиционный Центр «Арктика» Географического Общества АН СССР. В настоящее время генеральный директор АНО "Экспедиционный центр "Арктика".
·     Организатор и руководитель более 40 высокоширотных экспедиций в Арктике и Антарктиде, в том числе четырех автономных лыжных экспедиций на Северный полюс, первого в мире  автономного лыжного трансарктического перехода из России в Канаду через Северный полюс, первой международной неправительственной экспедиции на Южный полюс, посвященной  встрече 2000 года и др.
     В 1990 г. за цикл высокоширотных экспедиций 1985-1989 гг. награжден Дипломом Географического общества АН СССР и памятной медалью им. Н.Н. Пржевальского;
·     В 1990 г. присвоено спортивное звание "Заслуженный мастер спорта СССР по туризму";
·     23 апреля 1992 года членами парашютно-лыжной экспедиции «Радуга над Полюсом», руководимой В.Чуковым, впервые в истории в точке Северного полюса был поднят Государственный Флаг России;
·     В 1995 г. присвоено спортивное звание "Мастер спорта международного класса";
·     По данным независимой международной экспертной группы "Adventure Stats", является первым человеком в мире, кто четырежды достиг Северного полюса на лыжах автономно;
·     В 2006 г. за цикл очерков об арктических путешествиях удостоен литературной премии «Серебряное перо России»;
·     В 2007 г. биография В.С. Чукова внесена в энциклопедический справочник «Who is Who», основанный в Англии в 1849 году.
·     В 2007 г. Присвоено звание «Почетный полярник»:
·     В 2010 г. присвоено звание «Заслуженный путешественник России»;
·     В 2011 г. присвоено почетное звание «Выдающийся путешественник России»;
·     В 2015 г. награжден нагрудным знаком Федерации спортивного туризма России «За спортивные достижения» I степени;
·     В 2017 г. вошел состав Международного Организационного комитета по подготовке Первого Съезда Ассамблеи народов Евразии;
·     В 2017 г. награждён памятной медалью «Андреевская» Общероссийского Общественного Движения «Россия православная»;
·     В 2018 г. награжден памятной настольной медалью адмирала П.И. Рикорда Национальной Академии исследований и открытий «Русский путешественник»;
·     В 2018 г. награжден памятным знаком «100 лет танковым войскам»;
·     В 2019 году принят в состав Общероссийской общественной организации «Офицеры России»;
·     В 2020 г. награжден памятной медалью «75 лет Победы в Великой Отечественной Войне»;
·     В 2020 г. вручен памятный знак МВД РФ «За активную работу по патриотическому воспитанию»;
·     В 2021 г. награжден юбилейной медалью МОО АСПОЛ «90 лет Полярной Авиации»;
·     В 2021 г. награжден медалью «За дружбу и сотрудничество между Россией и Исландией»;
·     Награжден  памятной медалью «Военная академия бронетанковых войск имени Маршала Советского Союза Р.Я. Малиновского» в честь 90-летия Академии;
·     В 2023 г. награжден памятной медалью Ярославской митрополии РПЦ «Защитнику Земли Русской».

## Интересные факты
Владимир Семёнович — радиолюбитель. Его радиолюбительский позывной — R3CA.

## Профессиональные членства
- Действительный член Русского Географического общества с 1984 г.
- Член Совета МОО Ассоциация полярников России;
- Член Национального Географического общества США с 1992 г.;
- Член  Клуба Исследователей, США  (“Explorer’s Club”) с 1994 г.,User Name: VSC 7246;
- Член Попечительского Совета Международного Центра Рерихов,
- Член редколлегии  общественно-научного и художественного журнала МЦР «Культура и время»
- Член Общественного Экспертного совета МЧС России
- Действительный член Всемирной Академии Наук Комплексной Безопасности. В 2008 г. присвоено звание Академика ВАН КБ, награжден Международным Орденом «Global Security»
- Действительный член Русского Космического Общества с 2018 г.
- Член Московского Общества испытателей природы  (МОИП, основано в 1805 г.) с 2020 г.
- Член редколлегии старейшего литературно-просветительского журнала «Отечественные записки», основанного в 1818 году. С 2023 г. руководитель отдела путешествий и исследований;

## Избранные публикации
Автор более 250 публикаций (в российской и зарубежной прессе).
- «Офф-Роуд ДРАЙВ»,2007 г., № 12, стр. 78-87
- «Офф-Роуд ДРАЙВ»,2008 г., № 1-2, стр. 88-97